# Лікарські засоби

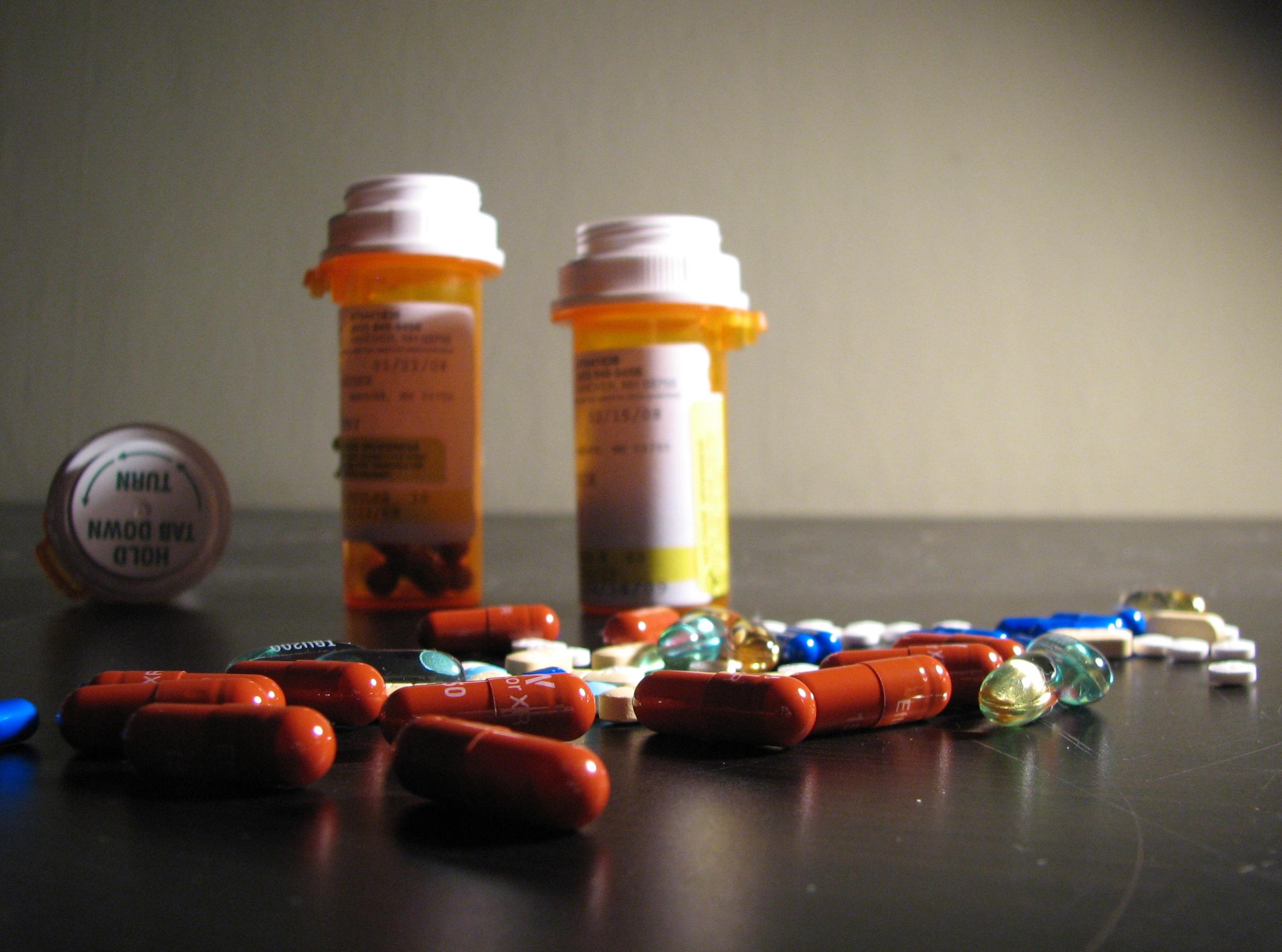
Лікарські засоби у формі капсул.

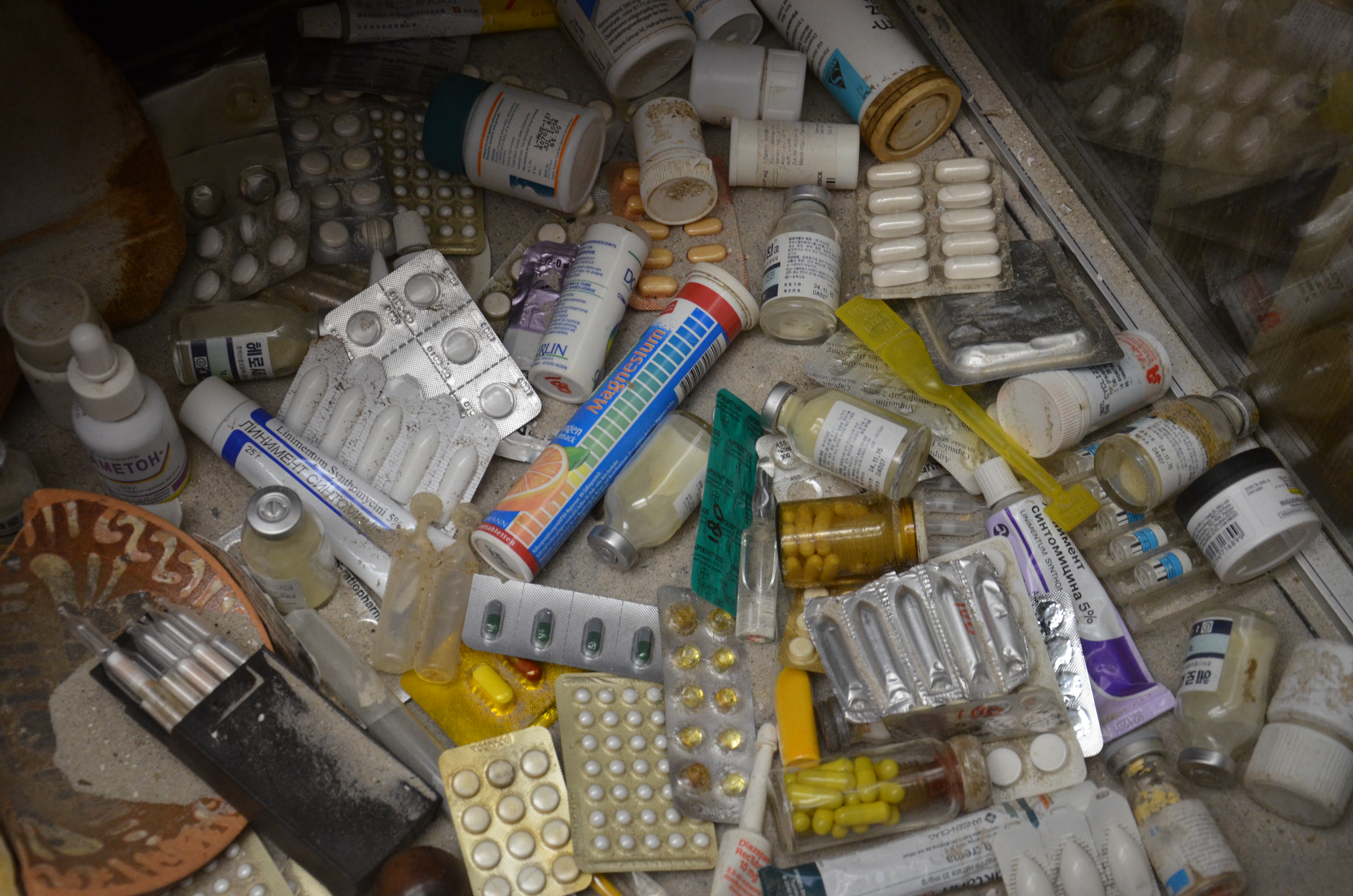
Різні ліки

Ліка́рські за́соби (ЛЗ, лікувальні препарати, ліки, медикаменти; рідко в однині — лік) — речовини або суміші речовин, які вживають для профілактики, діагностики, лікування захворювань, або зміни стану і функцій організму (наприклад, запобігання вагітності, усунення болю).
Отримують лікарські засоби із крові, плазми крові, органів і тканин людини або тварин, рослин, мінералів, шляхом хімічного синтезу (фармацевтичні засоби, ліки або медикаменти) або із застосуванням біотехнологій (вакцини) та нанотехнологій.

## Види
До ЛЗ належать:
- активні речовини (субстанції)
- готові лікарські засоби (лікарські препарати, ліки, медикаменти)
- засоби для діагностики, боротьби зі збудниками хвороб або паразитами[4]
- гомеопатичні засоби[5]

## Термін
Лексема «лікарські засоби» (в значенні «лікувальні») є двозначним, і у фармакології потребує перегляду, оскільки поняття, якому присвоєно цю лексему, є ширшим, і не обмежено лише лікуванням, а містить ще профілактику та діагностику; поняття «засоби» є розмитим і означає «прийом, спеціальна дія, знаряддя», коли термін «препарат» точніший і означає «приготований» (лат. Praeparate — готувати). Фармацевтичні препарати — готові фармацевтичні дозовані форми або субстанції, будь-яка хімічна речовина призначена для використання в медичній діагностиці, лікуванні або профілактиці хвороб.

## Виробництво та продаж
Лікарські засоби продають зазвичай в аптеках. Продаж частини з них обмежено.

## Історія

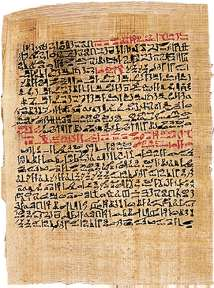
фрагмент папірусу Еберса, у якому міститься 877 рецептів ліків

Уже в давнину люди намагалися врятувати своє життя, використовуючи різні природні лікарські речовини. Найчастіше це були рослинні екстракти, але застосовували й препарати, які отримували із сирого м'яса, дріжджів і відходів тварин. Деякі лікарські речовини є в легко доступній формі, в рослинній або тваринній сировині, у зв'язку з чим медицина з успіхом використовувала з найдавніших часів велику кількість лікарських засобів рослинного й тваринного походження (наприклад рицина, опій, морська цибуля, відомі ще в стародавньому Єгипті; ртуть, відома стародавнім індусам; наперстянка, конвалія, горицвіт і багато інших, широко застосовувані в народній медицині). Лише в міру розвитку хімії люди переконалися, що лікувальний ефект таких речовин полягає у вибірковому впливі на організм певних хімічних сполук. Пізніше, такі сполуки стали отримувати в лабораторіях шляхом синтезу.
Успіхи техніки й розвиток ряду наукових дисциплін (медицина, фізіологія, патологічна фізіологія, й, особливо, хімія) у другій половині XIX сторіччя, зробили, по-перше, можливим синтез значної кількості речовин, що не існували в даному поєднанні або вигляді, але володіли терапевтичною дією (антипірин, пірамідон, плазмоцид, ацетилсаліцилова кислота й сотні інших), і, по-друге, дозволили поставити вивчення дії лікарських засобів, а також пошук нових ліків на основу наукового експерименту, що замінив панівні до того в лікуванні й лікарствознавстві різні науково-необґрунтовані теорії (Парацельс, Ганеманн тощо).
Німецького бактеріолога і хіміка Пауля Ерліха вважають засновником сучасної хімієтерапії. В 1891 році він розробив теорію застосування хімічних сполук для боротьби з інфекційними захворюваннями.

## Класифікація
Лікарські засоби вивчає фармакологія та фармація.

Фармацевтика — частина фармації, пов'язана безпосередньо з виробництвом ліків.
Лікарські засоби отримані з сировини рослинного або тваринного походження, що вивчає фармакогнозія, поділяють на такі групи:
- лікарська сировина, що її відпускають хворому з аптеки у вигляді:

- порошку;
- чаю;
- збору.

- галенові та новогаленові[К 2] препарати — спиртові витяжки у вигляді:

- настойок;[джерело?]
- настоїв та відварів (нестійкі форми)
- екстрактів.

- продукти первинного перероблення рослин:

- ефірні та жирні олії;
- мацерати;
- смоли;
- камеді;
- тощо;

- індивідуальні активні речовини:

- алкалоїди;
- глікозиди;
- складові частини ефірних олій;
- та інші

Існує кілька класифікацій, заснованих на різних ознаках лікарських засобів.
- за хімічною будовою (наприклад, сполуки — похідні фурфуроли, імідазоли, піримідини тощо);
- за кількістю діячих речовин — монопрепарати[7] та комбіновані препарати;
- за походженням — природні, синтетичні, мінеральні;
- за фармакологічною групою — найпоширеніша класифікація, заснована на впливі препарату на організм людини;
- нозологічна — класифікація по захворюваннях, для лікування яких, використовують лікарський препарат;
- анатомо-терапевтично-хімічна (АТХ) — міжнародна класифікація, в якій враховують фармакологічну групу препарату, його хімічну природу й нозологічну одиницю захворювання, для лікування якого призначений препарат.

Як сировину для одержання лікарських засобів використовують:
- рослини (листи, трави, квіти, насіння, ягоди, кора, коріння) і продукти їхньої обробки (жирні й ефірні олії, соки, камеді, смоли);
- тваринна сировина — залози й органи тварин, сало, віск, тріскова печінка, жир овечої вовни й інше;
- викопна органічна сировина — нафта й продукти її перегонки, продукти перегонки кам'яного вугілля;
- неорганічні копалини — мінеральні породи й продукти їхньої обробки хімічною промисловістю й металургією (метали);
- усілякі органічні сполуки — продукти великої хімічної промисловості:

- аліфатичні — алкани та їх галогенпохідні; спирти; альдегіди; карбонові кислоти, гідрокси- та амінокислоти; етери та естери.
- аліциклічні — терпеноїди; похідні циклопропану, адамантану.
- ароматичні — феноли; ароматичні аміни та їх ацильні похідні; гідрокси- та амінокислоти ароматичного ряду; похідні ароматичних сульфокислот.
- гетероциклічні — класифікують за характером гетероциклу, що входить до складу молекули.

- Біологічно активні природні сполуки — алкалоїди; вуглеводи та глікозиди; гормони; вітаміни; антибіотики

Лікарські засоби за токсичністю поділяють на:
1. Отруйні — лат. Venena, перелік А. До них належать отруйні та наркотичні речовини, які зберігають під замком у шафах з написом «Venena», «А» у спеціально обладнаних кімнатах.
2. Сильнодіючі — лат. Heroica, перелік Б. Зберігають їх окремо від інших лікарських засобів у шафі з написом «Heroica», «Б». Деякі з них — психотропні, клонідин (клофелін), а також спирт етиловий — підлягають предметно-кількісному обліку.
3. Інші лікарські засоби — лат. Varia.

## Дослідження
Вивчення лікарських засобів провадять шляхом хімічного аналізу, фармакологічних досліджень і клінічних спостережень, при цьому визначають діючі начала[джерело?], речовини і їх основні якісні показники: органотропність або паразитотропність ліків, тобто переважна його дія на ті або інші органи та системи хворого або ж на збудників захворювання (на бактерії, вірусів тощо); наявність «побічної» (небажаної) дії; здатність ліків спричиняти в деяких осіб особливу до себе чутливість (наприклад, появу нежитю чи нудоти від незначних кількостей іпекакуани).
Кількісними показниками для лікарського засобу встановлюють: смертельну (обчислювана звичайно на 1 кг живої ваги тварини або людини), терпиму (толерантну) й лікувальну дози. Терпимі дози (або трохи менші для обережності) для багатьох ліків узаконюють у вигляді максимальних доз або т. зв. вищих приймань (див.: Фармакопея). Співвідношення смертельної дози до лікувальної називають «терапевтичним індексом» лікарського засобу, тому що, чим більше це співвідношення, тим вільніше можна призначати ліки[джерело?].

## Дія
Дія лікарських засобів здійснюється головним чином шляхом зміни фізико-хімічних властивостей середовища, у якій перебувають клітинні елементи організму; при цьому дія може мати характер хімічної сполуки ліків з елементами організму й у деяких випадках при безпосередній дії на протоплазму клітин, супроводжуватися повним руйнуванням їх. Фізіологічним ефектом дії ліків є або порушення або пригнічення життєдіяльності клітинних елементів; при цьому величезну роль грає доза лікарської речовини, тому що ті самі ліки в різних дозах можуть спричинювати різну дію — збуджувати в малих дозах і гнітити (аж до паралічу) у великих дозах.
Істотним моментом є фаза дії лікарських засобів: одні ліки можуть проявляти свою дію в момент проникнення в організм (фаза входження по Кравкову), інші — більшість — у період максимальної концентрації в організмі (фаза насичення), треті — у момент падіння концентрації (фаза виходження); при цьому надзвичайно важливим є здатність деяких ліків до кумуляції, що проявляється в різкому посиленні, а іноді й спотворенні їхньої дії при повторному введенні, що пояснюють накопиченням ліків в організмі й посиленням ефекту дії його.
Дія ліків залежить від віку, статі, стану здоров'я й індивідуальних особливостей організму особи, яка приймає їх. Ряд лікарських засобів у відповідно зменшеній дозі має на дітей набагато сильнішу дію, ніж на дорослих (часто отруйне); жінки у період менструації, вагітності, лактації реагують на ліки інакше, ніж звичайно; на деяких осіб ліки діють ненормально сильно, що пояснюють підвищеною чутливістю організму до певних речовин.

## Способи застосування
Шляхи введення ліків в організм досить різноманітні. Найчастіше застосовують прийом лікарських засобів усередину через рот. Щоб уникнути швидкого розкладання лікарського засобу або подразнення шлунково-кишкового каналу або для досягнення найбільшої швидкості дії ліки вводять за допомогою шприца під шкіру, внутрішньом'язово або внутрішньовенно. Деякі ліки вводять через пряму кишку (ректально) або шляхом вдихання (розпилювання, інгаляційно)
Зовнішнім застосуванням лікарських засобів вважають нанесення їх на шкіру й на слизові оболонки ока, носа, вух, ротової порожнини, сечових шляхів (до місця входу в сечовий міхур і до цервікального каналу матки), на слизову оболонку прямої кишки (до місця розташування внутрішнього сфінктера).
В організмі лікарські засоби руйнуються, змінюються й, входячи в хімічні сполуки з його солями й рідинами, втрачають свої отруйні властивості (а іноді, навпаки, набувають їх) і в тому або іншому вигляді виводяться з організму через кишечник, нирки, дихальні шляхи, потові залози, дихання

## Рецептурні й безрецептурні лікарські засоби
Рецепт на лікарський препарат — письмове призначення лікарського препарату за встановленою формою, видане медичним або ветеринарним працівником, що має на це право, з метою відпускання лікарського препарату або його виготовлення й відпускання. Відповідно, рецептурний препарат — препарат, який відпускають з аптечної установи тільки по рецепту. Безрецептурний лікарський препарат — препарат, що офіційно дозволено відпускати з аптеки без рецепта лікаря. Список препаратів, дозволених до відпускання з аптеки без рецепта, затверджується наказом Мінздоров'я.
Процентне співвідношення безрецептурних і рецептурних препаратів в аптеці виглядає приблизно 30 до 70. Однак спостерігають кризу системи «лікар — провізор — хворий», що виражається у відпусканні офіційно рецептурних препаратів (антибіотики, гормональні контрацептиви, препарати для лікування серцево-судинної системи, тощо) без належним чином оформленого рецепта, або, що зустрічається набагато частіше, взагалі без пред'явлення такого. Фактично це приводить до вільного продажу ліків. Безконтрольний прийом і нераціональне використання ліків наражають на небезпеку не тільки пацієнтів, але й приводить до появи антибіотикорезистентних штамів мікроорганізмів, поширенню наркоманії і багатьох інших подібних наслідків

## Гомеопатичні лікарські засоби
У ряді країн застосування гомеопатичних засобів регулюють по різному — або їх вводять до категорії «лікарські засоби», або до «харчових продуктів й добавок», або до «засобів нетрадиційної медицини». На сьогодні стосовно цього немає усталеної думки міжнародних організацій, погодженої з національними органами управління охороною здоров'я.

## Оригінальні лікарські засоби й «генерики»
Оригінальними ліками називають препарат, раніше невідомий і вперше випущений на ринок фірмою-розроблювачем або патентодержателем. Як правило, розробка й просування на ринки нового препарату — дуже дорогий і тривалий процес. З безлічі відомих сполучень, а також знову синтезованих, методом перебору, на підставі баз даних по їхніх властивостях і комп'ютерному моделюванні передбачуваної біологічної активності, виявляють й синтезують речовини, що мають максимальну цільову активність. Після експериментів на тваринах, у випадку позитивного результату, проводять обмежені клінічні випробування на групах добровольців. Якщо ефективність підтверджено, а побічні явища незначні — ліки йдуть у виробництво, і на підставі результатів додаткових випробувань уточнюють можливі особливості дії, виявляють небажані ефекти. Часто найшкідливіші побічні дії виявляють саме при клінічному поствиробничому застосуванні.
На сьогодні практично всі нові лікарські засоби патентують. Патентне законодавство більшості країн передбачає патентний захист не тільки способу одержання нового лікарського засобу, але й самого лікарського засобу. Після закінчення терміну дії патенту інші виробники можуть відтворити й випустити на ринок аналогічний лікарський засіб (так званий дженерик), якщо доведуть біоеквівалентність відтвореного й оригінального препаратів. При цьому технологія виробництва дженерика може бути будь-якою, але не попадає під дію патентного захисту в країні. Виробник дженерика не може використати назву бренда для цих ліків, а тільки міжнародне непатентоване найменування (МНН) або яке-небудь нове, запатентоване ним (синонім).
З погляду хімії активна речовина оригінальних ліків й дженерика та сама, але різна технологія виробництва, можливий різний ступінь очищення. Є й інші фактори, що впливають на ефективність препарату. Наприклад, довгий час різні фірми не могли домогтися тієї ж ефективності ацетилсаліцилової кислоти для дженериків, як у фірми Bayer — виробника оригінального препарату «аспірин». Виявилося, що справа не тільки в чистоті сировини, але й в особливому способі кристалізації, що дає в результаті особливі, дрібніші, кристали. Можливий і протилежний результат, коли дженерик виходить вдалішим, ніж оригінальні ліки[джерело?].

## Фальсифікація й контрафакт
Фармацевтичний бізнес вважають третім за прибутковістю після торгівлі зброєю й наркотиками. Це приваблює до нього несумлінних підприємців. У СРСР до 1991 року проблема фальсифікації ліків практично була відсутня[джерело?]. Після розвалу СРСР і викликаного ним зменшення виробництва власних препаратів та різким збільшенням імпорту, проблема стала актуальною. Приблизно десята частина всіх ліків, яких продають на світовому ринку, — фальшиві або контрафактні.
Варто розрізняти фальсифікацію лікарського засобу й контрафактні ліки.
Фальсифікат — це свідома зміна рецептури виробництва лікарського засобу. Заміна дорогих компонентів дешевшими або зниження вмісту (а в найгіршому випадку й зовсім відсутність) необхідного компоненту ліків. Наприклад, заміна дорожчого цефазоліну дешевшим (і менш ефективним) пеніциліном. Крім того, можливі й інші порушення при виробництві: порушення часу й послідовності технологічного процесу, заниження ступеня очищення, неякісні пакувальні матеріали тощо.
Контрафактні лікарські засоби — це ліки, які випускають без дозволу патентотримача.
Ефективність ліків насамперед визначає їх активна речовина (але не тільки це, див. біоеквівалентність). Відповідно до норм міжнародного права, формула або склад активної речовини не може бути секретом фірми. Однак протягом певного часу інші компанії не мають права робити ці ліки без дозволу фірми-патентотримача. Навіть по завершенню відведеного строку інші фірми не можуть скористатися оригінальною назвою лікарського засобу (зареєстрованим брендом).
За даними асоціації міжнародних фармацевтичних виробників (AIPM) на частку підробок припадає 5-7 % фармацевтичного ринку розвинених країн. За інформацією ВООЗ, фальсифіковані ліки були знайдені в обігу не менш ніж в 28 країнах.[джерело?]
Рівень фальсифікації серед лікарських засобів, які продаються через Інтернет-аптеки й пошту, за даними експертів, досягає 50 %. За даними Всесвітньої організації охорони здоров'я, найбільша кількість підробок — 42 % це антибіотики, і 18 % — психотропні речовини. Структура виявлених фальсифікованих препаратів у країнах СНД: протибактеріальні препарати — 47 %; гормональні препарати — 11 %; засоби, що впливають на тканинний обмін — 7 %; протигрибкові препарати — 7 %; засоби, що впливають на травну систему — 7 %; анальгетики — 7 %; інші засоби — 15 %.
Ознаки, за якими можна запідозрити фальсифіковані лікарські засоби:
- ціна (нижче, ніж завжди),
- зміна звичайних ознак (якщо препарат має специфічні смак, запах або колір),
- упакування (зміна звичайного пакування або різниця в пакуваннях одного й того ж препарату).[джерело?]

## Державна політика щодо лікарських засобів в Україні
Правовідносини, пов'язані зі створенням, реєстрацією, виробництвом, контролем якості та реалізацією лікарських засобів в Україні регулює Закон України «Про лікарські засоби». Він також визначає права та обов'язки підприємств, установ, організацій і громадян, а також повноваження у цій сфері органів виконавчої влади і посадових осіб.
Станом на 01.05.2011 року на території України функціювало близько 6500 суб'єктів господарювання, 14 тис. аптек, 5,5 тис. аптечних пунктів, 600 аптечних складів та 3,0 тис. аптечних кіосків та мережа лікувально-профілактичних і амбулаторно-поліклінічних закладів, які застосовували медикаменти.
Реалізацію державної політики у сферах контролю якості та безпеки лікарських засобів, що перебувають в обігу та/або які застосовують у сфері охорони здоров'я, дозволені до реалізації в аптечних закладах, а також ліцензування господарської діяльності з виробництва лікарських засобів, імпорту лікарських засобів, гуртової та роздрібної торгівлі лікарськими засобами забезпечує Державна служба України з лікарських засобів (Держлікслужба України).
Державна інспекція з контролю якості лікарських засобів МОЗ України веде постійний контроль дотримання вимог зберігання медичних препаратів, термінів їх придатності, відповідності пакування лікарських засобів вимогам чинного законодавства. Її підрозділи функціонують у всіх регіонах України. В Україні існує 6 уповноважених контрольно-аналітичних лабораторій, які провадять контроль якості лікарських засобів.
З 2016 року системи контролю та закупівлі зазнають змін, що призвело до перерозподілу державних коштів на закупівлю ліків. Посередники, які завищували ціни (інколи у десятки разів) для кінцевого закупівельника продовжують шукати різні шляхи залишитись на ринку і контролювати його.

## Зловживання при промоції препаратів
Великі фармацевтичні компанії проводять політику агресивної реклами своєї продукції. При цьому 85 % широко рекламованих нових медичних препаратів мають серйозні проблеми: вони не проходять клінічні випробування, мають некоректні дозування, у них відсутні докази клінічної ефективності й дані про побічні ефекти. Компанії вкладають кошти в те, щоб переконати лікарів виписувати пацієнтам саме їхні нові ліки (і тут можлива дезінформація), а також щоб переконати споживачів у ефективності й незначній можливій шкоді продукції. При цьому вони часто надають відомствам, що ліцензують, неповні, що лише частково відповідають стандартам, результати клінічних досліджень[джерело?]

## Цікаво
Термін придатності ліків у космосі, як виявлено новітніми дослідженнями, значно більший ніж на Землі